# Immensamente/Se non avessi te
Immensamente/Se non avessi te è un 45 giri del cantautore Umberto Tozzi pubblicato nel 1987.
I brani fanno parte dell'album Invisibile (Umberto Tozzi) dello stesso anno.